# サワーチェリースープ
サワーチェリースープ(Sour cherry soup)は、サワークリーム、砂糖、新鮮なスミミザクラの果実から作る甘味のある冷たいスープである。クローブとシナモンを加えることもある。また、缶詰のサクランボを加えたり、サワークリームを生クリームで代替することもある。提供の直前に、甘口の白ワインや辛口の赤ワインを少量加えることもある。ハンガリーでは、サワーチェリースープの乾燥粉末も販売されている。
もともとはハンガリー料理であり、ヨーロッパのいくつかの国で夏に食べられる。オーストリア、ポーランド、スロバキア、ドイツにも広がり、ハンガリー系アメリカ人やハンガリー系カナダ人が北アメリカにも持ち込んでいる。
ハンガリーでは、メッジレヴェシュ(meggyleves)とも呼ばれ、甘いサクランボではなく、酸味のあるスミミザクラの果実を用いる。meggyはスミミザクラ、levesはスープを意味する。伝統的に、前菜、スープまたはデザートとして、温かい夏の夕食や暑い夏の昼食のコースで提供される。種を含む果実全体を用いて作る。スミミザクラの木はハンガリーに多くあり、この料理は、中東とアジアが融合し、大陸ヨーロッパの食文化の影響を受けたハンガリー文化の好例である。